# Приключения Телемака
«Приключения Телемака» (фр. Les Aventures de Télemaque) — роман французского писателя Франсуа Фенелона, впервые опубликованный в 1699 году. Во многом навеянный четвёртой книгой «Одиссеи» Гомера, роман представляет собой политическую аллегорию дидактического назначения (книга была написана для воспитанника Фенелона, герцога Бургундского, внука Людовика XIV). Однако рассеянные по книге «злые насмешки» над французским монархом в конечном счете привели к опале Фенелона. Вплоть до Первой мировой войны «Приключения Телемака», которые Монтескьё назвал «Божественным сочинением нашего столетия», занимали лидирующее положение на европейском книжном рынке. Книгу, по его словам, знал наизусть Генрих Шлиман. Переводы романа неоднократно издавались и пользовались большим успехом в царской России. Книгу прочитал в детстве и высоко ценил Андрей Болотов: «Сладкий пиитический слог пленил мое сердце и мысли, влил в меня вкус к сочинениям сего рода и вперил любопытство к чтению дальнейшего». В 1770 году книгу прочитал юный Моцарт (ранее он посетил с семьей могилу Фенелона в Камбре); возможно, в его опере «Идоменей» отразились следы этого чтения.

## История написания и публикации романа

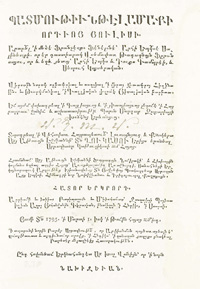
Титульный лист армянского перевода, изд. 1795 год

Установить точную дату написания книги сложно. В одном из писем Фенелона, датированном 1702 годом, указывается, что работа над романом началась десятью годами ранее. Рукопись подвергалась значительным авторским коррективам. Одна из копий была похищена у автора, после чего первый том опубликовали в «пиратской» версии (апрель 1699 года, издатель — вдова Клода Барбена, с королевской привилегией). Это издание имело большой успех, однако последовал скандал и привилегия оказалась отозванной, а издание прервалось; первое полное издание в четырёх томах вышло в том же 1699 году. В 1699—1700 годах вышел в свет ещё ряд изданий (в Париже, Брюсселе, Гааге); первое издание с указанием имени автора вышло в 1701 году; до 1715 года оно переиздавалось не менее 12 раз. Первое «приведенное в соответствие с оригинальной рукописью» издание вышло в 1717 году стараниями внучатого племянника Фенелона. Именно оно было положено в основу всех французских и зарубежных изданий книги в XVIII веке. Первое критическое издание текста было осуществлено лишь в 1920 году.

## Краткое содержание
Телемак отправляется на поиски своего отца Улисса (Одиссея), не вернувшегося домой после победы греков над троянцами. Во время своих странствий Телемак и его наставник Ментор (земное воплощение богини Минервы) выброшены бурей на остров нимфы Калипсо. Телемак рассказывает Калипсо о своих путешествиях, в том числе о пребывании в Египте, где правит мудрый Сезострис, Финикии, где царствует жадный и завистливый Пигмалион, и на острове Крит, где царь Минос установил своего рода выборную просвещённую монархию. Бежав от Калипсо, Телемак с Ментором встречаются в море с финикийцами, от которых узнают об удивительной стране Бетике, где во многом ещё царит золотой век. Затем герои оказываются в городе Саленте, где правит царь Идоменей; теперь у Ментора фактически оказываются два ученика — Телемак и Идоменей. Телемак на основе сновидений приходит к выводу, что его отец скончался, и отправляется искать его в царство мёртвых Тартар. Здесь он встречает своего прадеда Арцезия (от которого узнаёт, что Улисс жив), афинского правителя Цекропса и другого греческого царя, Триптолема. Покинув царство Плутона, Телемак встречает своего отца, но не узнает его; внезапно происходит феерическая метаморфоза и Ментор превращается в Минерву, которая объявляет Телемаку, что он отныне достоин пойти по стопам отца и управлять царством. Роман завершает встреча Телемака с Улиссом в Итаке.

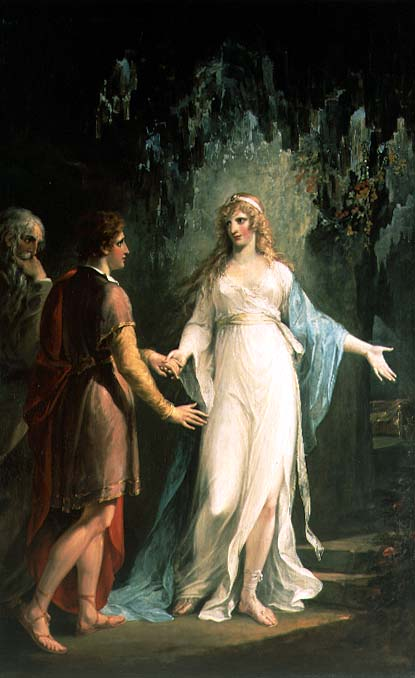
У. Гамильтон. Калипсо принимает Телемака и Ментора в пещере. 1791 год

## Жанр и идейный мир романа
По мнению Лагарпа, книга, не являясь эпической поэмой, в то же время сближается с ней по масштабу происходящего и поэтическому колориту.
В «Приключениях Телемака» отразились многообразные литературные традиции: от Гомера, Вергилия и Библии до «Путешествия удачливых принцев» Бероальда де Вервиля, «Астреи» Д’Юрфе, романов Гомбервиля, «Гипнэротомахии Полифила» Ф. Колонна, «Характеров» Лабрюйера и «Сна в Во» Лафонтена.
Как отмечает Л. И. Сазонова, жанр «государственно-политического романа», к которому тяготеет книга Фенелона, «был построен по схеме „хождений“ — путешествий по чудесным странам, где герой знакомится с разными типами государственного устройства, отдавая в конце концов предпочтение принципам просвещенной монархии».
К наиболее известным эпизодам «Приключений Телемака» принадлежит салентская утопия (Х книга романа). «Мы хотим основать Саленте!» якобы воскликнул однажды Робеспьер. По мнению ученых, её основное отличие от утопий Платона, Мора, Кампанеллы и Дени Вераса (которые, конечно же, были известны Фенелону) заключается в её реалистичности, практической осуществимости . Вот её некоторые составляющие: восстановление процветающей экономики за счет свободы торговли, реформирование сельского хозяйства (заселение неосвоенных земель), миролюбие, четкая социальная иерархизация (общество разделяется на семь классов), регламентация костюма, питания, частной жизни; борьба с роскошью и изнеженностью, скромность и самоограничение народа (причем монарх в этом смысле должен подавать пример своим подданным).

## Художественные особенности романа
В романе соблюдены некоторые принципы классицизма. Они были акцентированы в «Рассуждении об эпической поэме», принадлежащем перу Рамзая и помещённом в издании «Приключений Телемака» 1717 года: подражание изящной природе, цельность действия, естественность развязки, чёткость нравственного урока, универсализм морали, возвышенность и благородство, гармония стиля. В то же время роман написан благозвучным, музыкальным слогом, насыщен эффектными сравнениями, метафорами, параллелизмами, антитезами (что связывает книгу с эстетикой барокко).
Фенелон довольно часто прибегает к использованию экфразы, следуя в этом эпической традиции (описание щита Телемака в XIII книге); усиливает динамизм характеров и делает акцент на занимательности фабулы, что во многом и обеспечило закрепление «Приключений Телемака» в пантеоне классических сочинений детской литературы.

## Влияние и подражания
Популярность романа «Приключения Телемака» привела к появлению на свет множества подражаний. Если книга Рамзая «Путешествие Кира» (1727) представляет собой своего рода гибрид «Телемака» и «Великого Кира» Мадлен де Скюдери, то в «Путешествии Аристея и Телазии» Жана дю Кастра Д’Овиньи (нид., 1731) скрещивается влияние «Астреи» Д’Юрфе и «Телемака». В романе Пьера Мариво «Телемак наизнанку» (около 1714 года, опубликован в 1736-м) книга Фенелона оказывается спародированной: герои Мариво, сельский весельчак и выпивоха Бридерон и его дядя Фокион, принимают себя за Телемака и Ментора. Сценические версии романа Фенелона создали Данкур и Симон Пеллегрен. Влияние романа отчетливо просматривается в романах Жана Террасона «Сетос» (1731) и Клода Франсуа Ламбера «Новый Телемак, или Путешествия и приключения графа де…» (1741); в трактате «Антимакиавелли» Фридриха II (1740) и в книге аббата Бартелеми «Путешествие молодого Анахарсиса в Грецию» (1788). В XX веке Луи Арагон создал новую, уничтожающую пародию (а точнее, дадаистский пастиш) на роман Фенелона (книга вышла в 1922 году). Знаменитый румынский писатель Панайот Истрати изучил французский язык по «Приключениям Телемака»; влияние книги Фенелона отразилось в его повести «Кира Киралина» (1924).

### «Приключения Телемака» и Руссо
По свидетельству Бернардена де Сен-Пьера, Жан-Жак Руссо выше всех писателей ставил именно Фенелона. При этом из всех сочинений Фенелона его внимание более всего привлекали «Трактат о воспитании девиц» и «Приключения Телемака» (которые Руссо, возможно, прочитал по совету госпожи де Варанс). Критика роскоши и денежного обращения, городской цивилизации как источника зла, ориентация на естественную жизнь на лоне природы — все эти идеи Фенелона так или иначе присутствуют в «Новой Элоизе» и трактатах Жан-Жака.

### Сюжет «Приключений Телемака» в музыке
В 1704 году была поставлена опера—пастиш (с использованием популярных мелодий своего времени) «Телемак» (музыка Андре Кампра). Кроме того, в 1718 году оперу на сюжет романа написал Алессандро Скарлатти, а в 1765 году состоялась премьера оперы Глюка «Телемак, или остров Цирцеи». В XVIII веке были написаны также симфония Иньяцио Раймонди «Приключения Телемака» (1777) и балет «Телемак» (постановка Максимилиана Гарделя на музыку Эрнеста Миллера состоялась 25 февраля 1790 года).

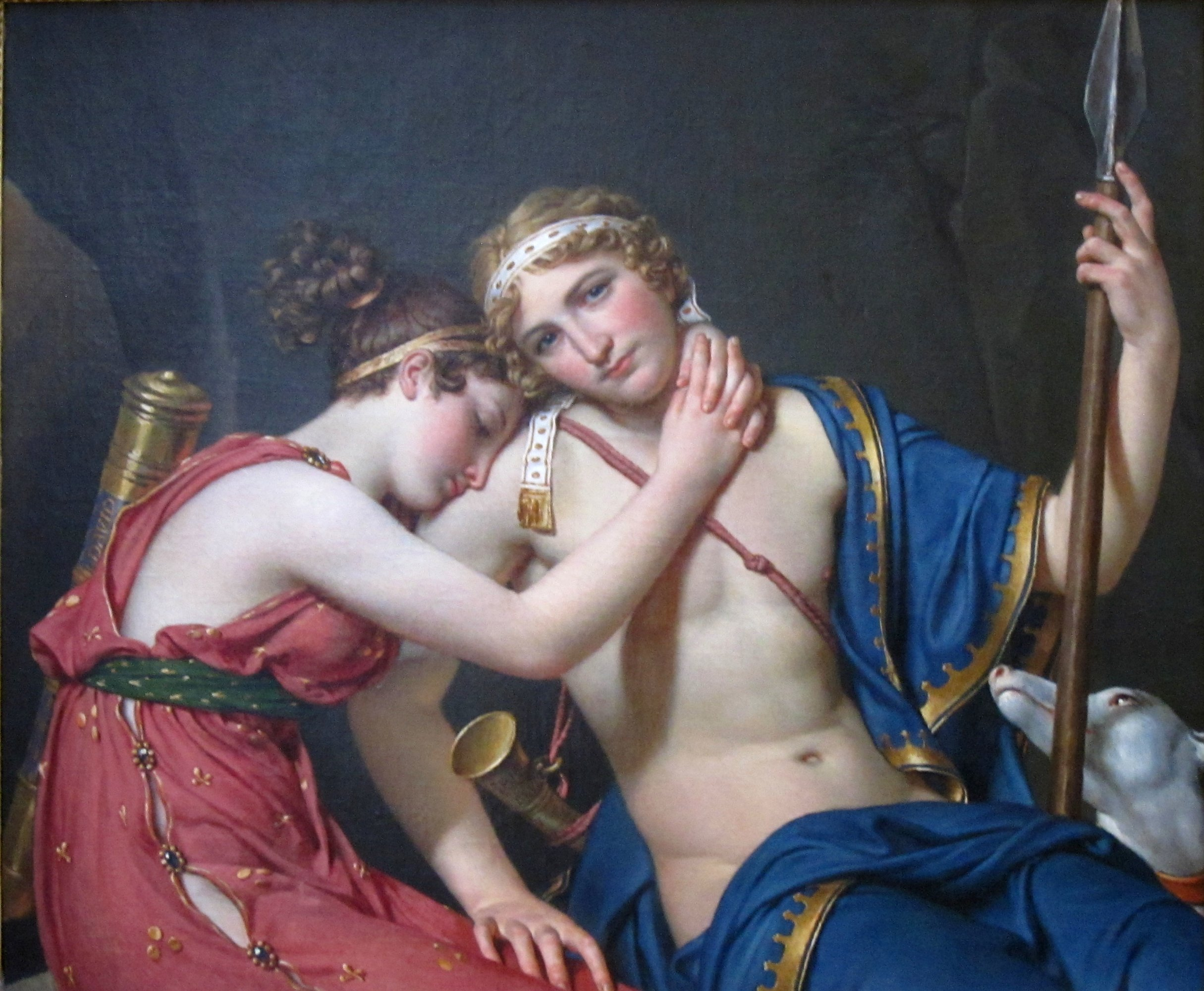
Давид. Телемак и Евхариса. 1818 год. Картина навеяна сюжетом романа Фенелона

## Восприятие романа в России
Поощряемые «сверху» русские переводы «Приключений Телемака» имели между тем в России особенный смысл: «изображение системы идеального монархического правления, рассуждения в романе о благе государя и государства не соответствовали действительной жизни России, приобретая в тех условиях явно критическое звучание. Кроме того, очень современна для России была и критика … монархов, употреблявших свою власть во зло своему народу и в результате попавших в Тартар». Первый рукописный перевод романа появился уже в петровское время в 1724 году. Но печатное издание, опубликованное «по особливому высочайшему соизволению» Елизаветы Петровны, было осуществлено лишь в 1747 году с выполненного Андреем Фёдоровичем Хрущёвым перевода 1734 года («Похождение Телемака сына Улиссова сочинено г. Фенелоном…»). Перевод этот вызвал критический отзыв Тредиаковского, приведённый им в «Предъизъяснении к Тилемахиде». Там же Тредиаковский упоминает об ещё одном, написанном ритмизованной прозой переводе «Телемака» (до нас он не дошёл). Кроме того, в XX веке был обнаружен перевод фрагмента романа, выполненный М. В. Ломоносовым. Частичное стихотворное (ямбическое) переложение «Приключений Телемака» было выполнено, очевидно, Г. Р. Державиным или И. С. Барковым между 1762 и 1766 годами.
Наибольшую же известность снискало стихотворное переложение «Приключений Телемака», принадлежащее Тредиаковскому и опубликованное им в 1766 году под заглавием «Тилемахида, или Странствие Тилемаха сына Одиссеева». По оценке Д. Мирского, это переложение «стало, едва появившись, олицетворением всего педантичного и уродливого». Наиболее известная из него строчка: «Чудище обло, озорно, огромно, стозевно и лаяй».
В 1786 году был опубликован новый перевод И. С. Захарова, в 1788—1789 годах — перевод П. С. Железникова, в 1797—1800 годах — перевод Ф. П. Лубяновского.
Стародум в комедии Фонвизина «Недоросль» хвалил Софью за то, что она читает «Фенелона, автора Телемака», ибо «кто написал Телемака, тот пером своим нравов развращать не станет».
Книга Фенелона оказала влияние на романы «Фемистокл» Ф. Эмина (1763) и «Кадм и Гармония» Хераскова (1787), а в XIX столетии — на повесть Н. С. Лескова «Очарованный странник»; русского писателя привлекла здесь прежде всего христианская интерпретация античного материала.

### Пушкин и «Приключения Телемака»
Чтением «Приключений Телемака» навеяно следующее четверостишие, которое Ф. Ф. Вигель приписывал Пушкину:
Скучной ролью Телемака

Я наскучил, о друзья,

О Москва, Москва-Итака!

Скоро ли тебя увижу я?
По утверждению Юрия Домбровского, экземпляр романа был подарен Пушкину педагогом и архивистом из Оренбурга Иосифом Кастанье:
«проходил пушкинский юбилей, и в одной из витрин библиотеки (в эти дни она и получила наименование Пушкинской) появилось старинное издание книги Фенелона „Путешествие Телемака“. Над ней ватман: „Книга из библиотеки А. С. Пушкина, забытая им в Уральске“. Уральск Пушкин проезжал во время поездок по пугачевским местам. Тогда он и мог забыть этот толстый крошечный томик.»